# Obersaida
Obersaida (zeitweise auch Oberseyda, Oberseida) ist ein Ortsteil und eine Gemarkung der sächsischen Gemeinde Großhartmannsdorf im Landkreis Mittelsachsen.

## Geografie
Das Waldhufendorf liegt etwa 16 Kilometer südlich von Freiberg im Erzgebirge. Die Ortslage erstreckt sich überwiegend entlang des Saidenbaches, der hier noch kein besonders ausgeprägtes Tal ausbildet. Im Süden liegt der 701 m hohe Saidenberg, auf dem seit 1994 ein Windpark errichtet wurde. Unmittelbar am nördlichen Ortsrand wird der Saidenbach zum Obersaidaer Teich aufgestaut, der über den Obersaidaer Kunstgraben und nachfolgende Kunstgräben in die Wasserversorgung der Revierwasserlaufanstalt Freiberg eingebunden ist. Die Staatsstraße 215 (Oederan–Sayda), die nach etwa 1,5 km auf die Bundesstraße 101 (Annaberg-Buchholz–Freiberg) trifft, durchquert den nördlichen Teil des Ortes.

## Geschichte

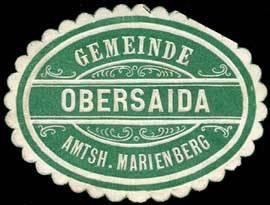
Siegelmarke der Gemeinde Obersaida in der Amtshauptmannschaft Marienberg

Die erste urkundliche Erwähnung des Ortes datiert aus dem Jahre 1434 als Obir Seide. In diesem Jahr hatte der Freiberger Bürger Kaspar Berbisdorf (auch "Sayda" genannt) Lauterstein mit mehreren Ortschaften, darunter auch Obersaida, für 4000 Gulden erworben. Seine Söhne Kaspar von Berbisdorf und Bastian von Berbisdorf wurden nach Anfechtungen durch  Georg von Leisnig 1469 erneut belehnt. Bei der Leipziger Teilung kam das Gebiet an Albrecht III. 1497 wurde der Berbisdorfer Besitz geteilt. Spätestens 1696 bis weit ins 19. Jahrhundert gehörte der größere Teil des Ortes zum Rittergut Niederforchheim und der kleinere zum Rittergut Mittelsaida, wohin er auch eingepfarrt war.
Später war Obersaida eigenständige Gemeinde und wurde 1993 nach Großhartmannsdorf eingemeindet. Die juristische Wirkung trat zum 1. Januar und die statistische Wirkung zum 1. April 1993 ein.

### Einwohnerentwicklung
1552 hatte der Ort 20 besessene Mann und 18 Inwohner. 1764 wurden 22 besessene Mann, 10 Häusler und 21 1/4 Hufen zu je 20 Scheffel verzeichnet.
| Jahr | Einwohnerzahl |
| ---- | ------------- |
| 1834 | 441           |
| 1849 | 479           |
| 1871 | 558           |
| 1890 | 540           |
| 1910 | 489           |

| Jahr | Einwohnerzahl |
| ---- | ------------- |
| 1925 | 427           |
| 1933 | 471           |
| 1939 | 434           |
| 1946 | 473           |
| 1950 | 485           |

| Jahr | Einwohnerzahl |
| ---- | ------------- |
| 1964 | 406           |
| 1990 | 367           |
| 2005 | 325           |
| 2011 | 292           |
| 2020 | 256           |

## Persönlichkeiten
- Gottlieb Fuchs (1720/1721–1799), Dichter und Pfarrer, bekannt als der dichtende Bauernsohn[5]